# Surbiton Trophy 2024 - Doppio maschile
Il doppio maschile del torneo di tennis professionistico Surbiton Trophy 2024, facente parte della categoria Challenger 125 nell'ambito dell'ATP Challenger Tour 2024, si è giocato dal 3 al 9 giugno a Surbiton, nel Regno Unito. Tra le coppie partecipanti erano assenti Liam Broady e Jonny O'Mara, i detentori del titolo.
In finale Julian Cash e Robert Galloway hanno sconfitto Nicolás Barrientos e Diego Hidalgo con il punteggio di 6–4, 6–4.

## Teste di serie
1. Sadio Doumbia /  Fabien Reboul (ritirati)
2. Yuki Bhambri /  Lloyd Glasspool (semifinale)
3. Julian Cash /  Robert Galloway (campioni)

1. Nicolás Barrientos /  Diego Hidalgo (finale)
2. André Göransson /  Reese Stalder (primo turno)

## Wildcard
1. Arthur Fery /  Marcus Willis (quarti di finale)

1. Charles Broom /  Ben Jones (primo turno)

## Alternate
1. Leandro Riedi /  Dominic Stricker (primo turno)

## Tabellone

### Legenda
| - Q = Qualificato - WC = Wild card - LL = Lucky loser | - ALT = Alternate - SE = Special Exempt - PR = Protected Ranking | - w/o = Walkover - r = Ritirato - d = Squalificato |

|  | Primo turno | Primo turno                       | Primo turno           | Primo turno | Primo turno |  |  | Quarti di finale | Quarti di finale       | Quarti di finale       | Quarti di finale      | Quarti di finale      |                   |     | Semifinali | Semifinali                  | Semifinali                  | Semifinali                       | Semifinali                       |   |   | Finale | Finale | Finale | Finale | Finale |  |
|  |             |                                   |                       |             |             |  |  |                  |                        |                        |                       |                       |                   |     |            |                             |                             |                                  |                                  |   |   |        |        |        |        |        |  |
|  | 5           | A Göransson R Stalder             | 6                     | 3           | [9]         |  |  |                  |                        |                        |                       |                       |                   |     |            |                             |                             |                                  |                                  |   |   |        |        |        |        |        |  |
|  |             | M Lajal A Popyrin                 | 4                     | 6           | [11]        |  |  |                  | M Lajal A Popyrin      | 6                      | 3                     | [11]                  |                   |     |            |                             |                             |                                  |                                  |   |   |        |        |        |        |        |  |
|  |             | B Nakashima Z Svajda              | 6                     | 65          | [10]        |  |  |                  | B Nakashima Z Svajda   | 4                      | 6                     | [9]                   |                   |     |            |                             |                             |                                  |                                  |   |   |        |        |        |        |        |  |
|  |             | T Schoolkate A Walton             | 2                     | 7           | [6]         |  |  |                  |                        |                        |                       |                       |                   |     |            | M Lajal A Popyrin           | M Lajal A Popyrin           | M Lajal A Popyrin                |                                  |   |   |        |        |        |        |        |  |
|  | 3           | J Cash R Galloway                 | J Cash R Galloway     | 6           | 6           |  |  |                  |                        | 3                      | J Cash R Galloway     | J Cash R Galloway     | J Cash R Galloway | w/o |            |                             |                             |                                  |                                  |   |   |        |        |        |        |        |  |
|  |             | A Michelsen E Nava                | A Michelsen E Nava    | 4           | 2           |  |  | 3                | J Cash R Galloway      | J Cash R Galloway      | 7                     | 714                   |                   |     |            |                             |                             |                                  |                                  |   |   |        |        |        |        |        |  |
|  |             | R Seggerman P Trhac               | 3                     | 6           | [11]        |  |  |                  | R Seggerman P Trhac    | R Seggerman P Trhac    | 5                     | 612                   |                   |     |            |                             |                             |                                  |                                  |   |   |        |        |        |        |        |  |
|  |             | B Harris L Johnson                | 6                     | 3           | [9]         |  |  |                  |                        |                        |                       |                       |                   |     | 3          | Julian Cash Robert Galloway | Julian Cash Robert Galloway | 6                                | 6                                |   |   |        |        |        |        |        |  |
|  | Alt         | L Riedi D Stricker                | L Riedi D Stricker    | 64          | 3           |  |  |                  |                        |                        |                       |                       |                   |     |            |                             | 4                           | Nicolás Barrientos Diego Hidalgo | Nicolás Barrientos Diego Hidalgo | 4 | 4 |        |        |        |        |        |  |
|  | WC          | A Fery M Willis                   | A Fery M Willis       | 7           | 6           |  |  | WC               | A Fery M Willis        | 2                      | 6                     | [9]                   |                   |     |            |                             |                             |                                  |                                  |   |   |        |        |        |        |        |  |
|  |             | R Bollipalli N Kaliyanda Poonacha | 6                     | 63          | [5]         |  |  | 4                | N Barrientos D Hidalgo | 6                      | 3                     | [11]                  |                   |     |            |                             |                             |                                  |                                  |   |   |        |        |        |        |        |  |
|  | 4           | N Barrientos D Hidalgo            | 1                     | 7           | [10]        |  |  |                  |                        |                        |                       |                       |                   |     | 4          | N Barrientos D Hidalgo      | N Barrientos D Hidalgo      | 6                                | 79                               |   |   |        |        |        |        |        |  |
|  |             | A Chandrasekar A Kadhe            | 64                    | 6           | [10]        |  |  |                  |                        | 2                      | Y Bhambri L Glasspool | Y Bhambri L Glasspool | 3                 | 67  |            |                             |                             |                                  |                                  |   |   |        |        |        |        |        |  |
|  | WC          | C Broom B Jones                   | 7                     | 4           | [2]         |  |  |                  | A Chandrasekar A Kadhe | A Chandrasekar A Kadhe | 2                     | 3                     |                   |     |            |                             |                             |                                  |                                  |   |   |        |        |        |        |        |  |
|  |             | M McDonald J Shang                | M McDonald J Shang    | 65          | 3           |  |  | 2                | Y Bhambri L Glasspool  | Y Bhambri L Glasspool  | 6                     | 6                     |                   |     |            |                             |                             |                                  |                                  |   |   |        |        |        |        |        |  |
|  | 2           | Y Bhambri L Glasspool             | Y Bhambri L Glasspool | 7           | 6           |  |  |                  |                        |                        |                       |                       |                   |     |            |                             |                             |                                  |                                  |   |   |        |        |        |        |        |  |